# Muzeul Apei din Cluj-Napoca
Primul și singurul Muzeu al Apei din România a fost inaugurat la data de 14 octombrie 1992 în comuna învecinată Florești de către Regia Autonomă Județeană de Apă-Canal din Cluj-Napoca, marcând centenarul Uzinelor de Apă și Canalizare din zona Cluj. Constituie unul din puținele muzee de acest gen din lume. A fost amenajat în clădirea primei stații de pompare de apă subterană, dată în funcțiune în anul 1898.